# Victim of the System
Victim of the System es el segundo EP de la banda de heavy metal estadounidense Impellitteri.

## Lista de canciones
1. Victim of the System - 3:26
2. Visual Prison - 3:58
3. Glory - 1:49
4. Cross To Bear - 5:01
5. The Young and the Ruthless - 3:36

## Personal
- Rob Rock - voz
- Ken Tamplin - voz
- Chris Impellitteri - guitarras
- James Amelio Pulli - bajo
- Mark Bistany - batería

- Datos: Q7925598